# 萊馬鎮區 (印第安納州拉格蘭奇縣)
萊馬鎮區（英語：Lima Township）是位於美國印第安納州拉格蘭奇縣的一個行政鎮區。

## 地方資料
根據2010年美國人口普查的數據，萊馬鎮區的面積為65.00平方千米，當中陸地面積為63.30平方千米，而水域面積為1.70平方千米。當地共有人口2507人，而人口密度為每平方千米38.57人。